# Torsten Kirchherr
Torsten Kirchherr (* 14. September 1966) ist ein deutscher Tischtennisspieler.
Kirchherr kam vom TV Bergen-Enkheim in die Talenteförderung der FTG Frankfurt, wo er gemeinsam mit Thomas und Jörg Roßkopf, Hans-Jürgen Fischer und Jörg Windirsch bei Spielertrainer Helmut Hampl trainierte. Nach verschiedenen deutschen Meistertiteln im Schülerbereich wurde Kirchherr 1984 deutscher Meister im Jungen-Doppel. Beim Bundesranglistenturnier 1986 belegte er den zweiten Platz. Er spielte in der Bundesliga beim ATSV Saarbrücken, mit dem er 1989 deutscher Mannschaftsmeister wurde.
Später schloss Kirchherr sich dem TTC 1946 Weinheim an und spielte dort bis 1992 in der Regionalliga. Ab 1996 spielte er für den KSG Dortelweil, ab 1997 beim TV Großen-Linden, den er 2007 Richtung TTC Dorheim verließ. Seit der Saison 2009/2010 ist Kirchherr beim NSC Watzenborn/Steinberg aktiv und verdiente sich hier, unter anderem durch zwei Aufstiege in die Oberliga Hessen, den Spitznamen der "Killermaschine".